# 끈끈이대나물
끈끈이대나물은 석죽과에 속하는 한해살이 또는 두해살이풀이다. 유럽 원산으로, 정원과 해변에 난다. 강가나 바닷가에서 잘 자라며 아름다운 꽃을 감상하기 위해 관상용으로 많이 심는다.

## 생태
높이는 50cm이다. 전체가 분을 뒤집어쓴 것같이 흰빛이 나고, 털이 없으며, 줄기 윗부분의 마디 밑에서 점액을 분비한다. 잎은 어긋나며 난형이거나 넓은 피침형이고, 길이 3-4.5cm에 끝이 뾰족하고, 잎자루는 없다. 꽃은 줄기 끝이나 가지 끝에 모여서 달리고, 홍색 또는 흰색, 화관의 지름 1cm이다. 꽃받침은 곤봉 모양, 길이 15mm이다. 가장자리가 흰색이고 막질이다. 꽃잎은 5장, 수평으로 퍼지고, 부수체가 있으며, 끝이 갈라진다. 화관통 안쪽에 작은 비늘 조각이 있고, 수술 10개, 암술대 3개이다. 열매는 삭과이며, 긴 타원형이고, 자루가 있으며, 6개로 갈라진다.

## 사진

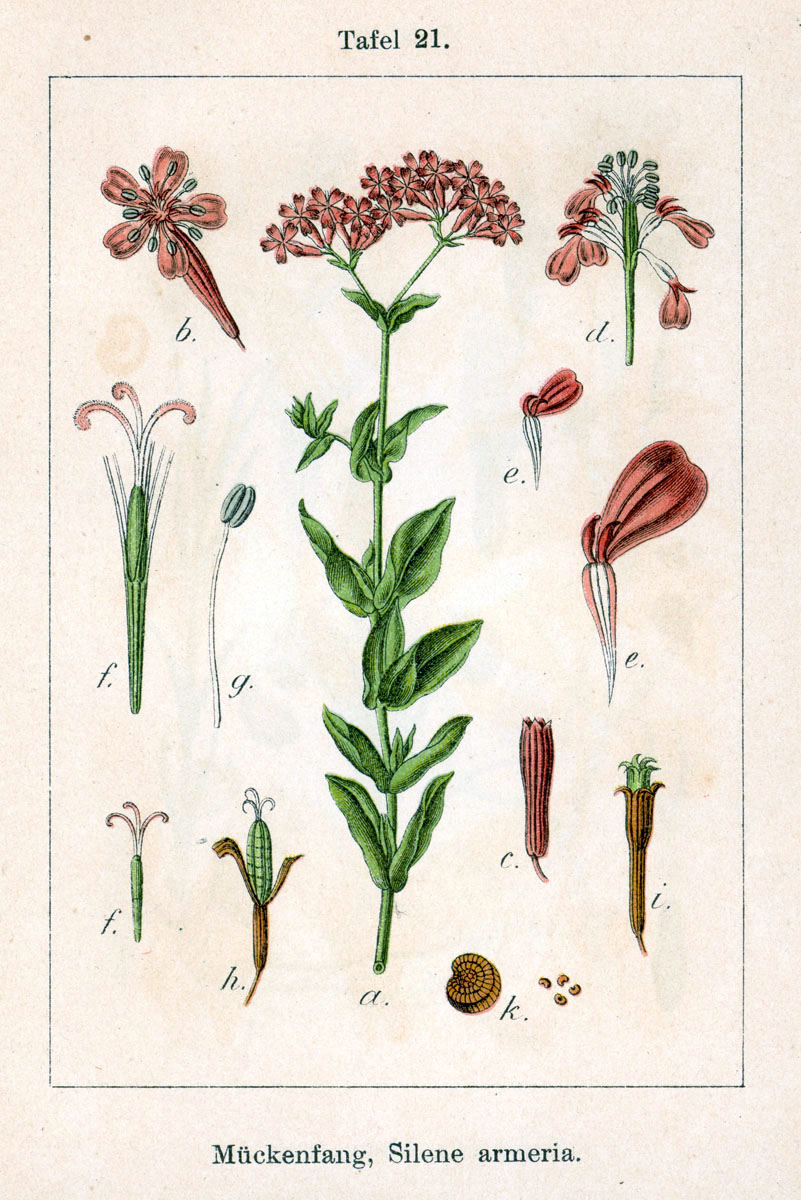
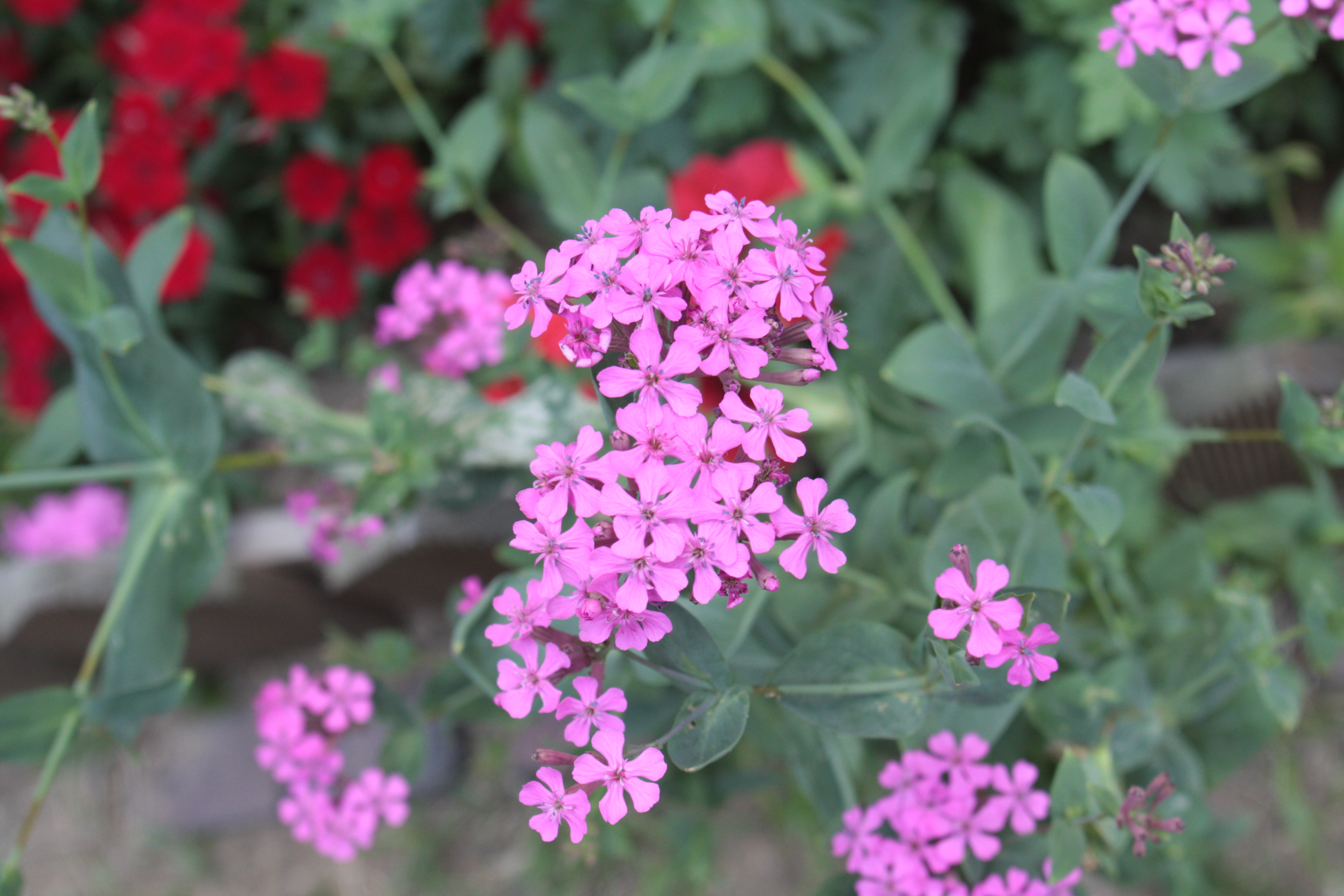
꽃
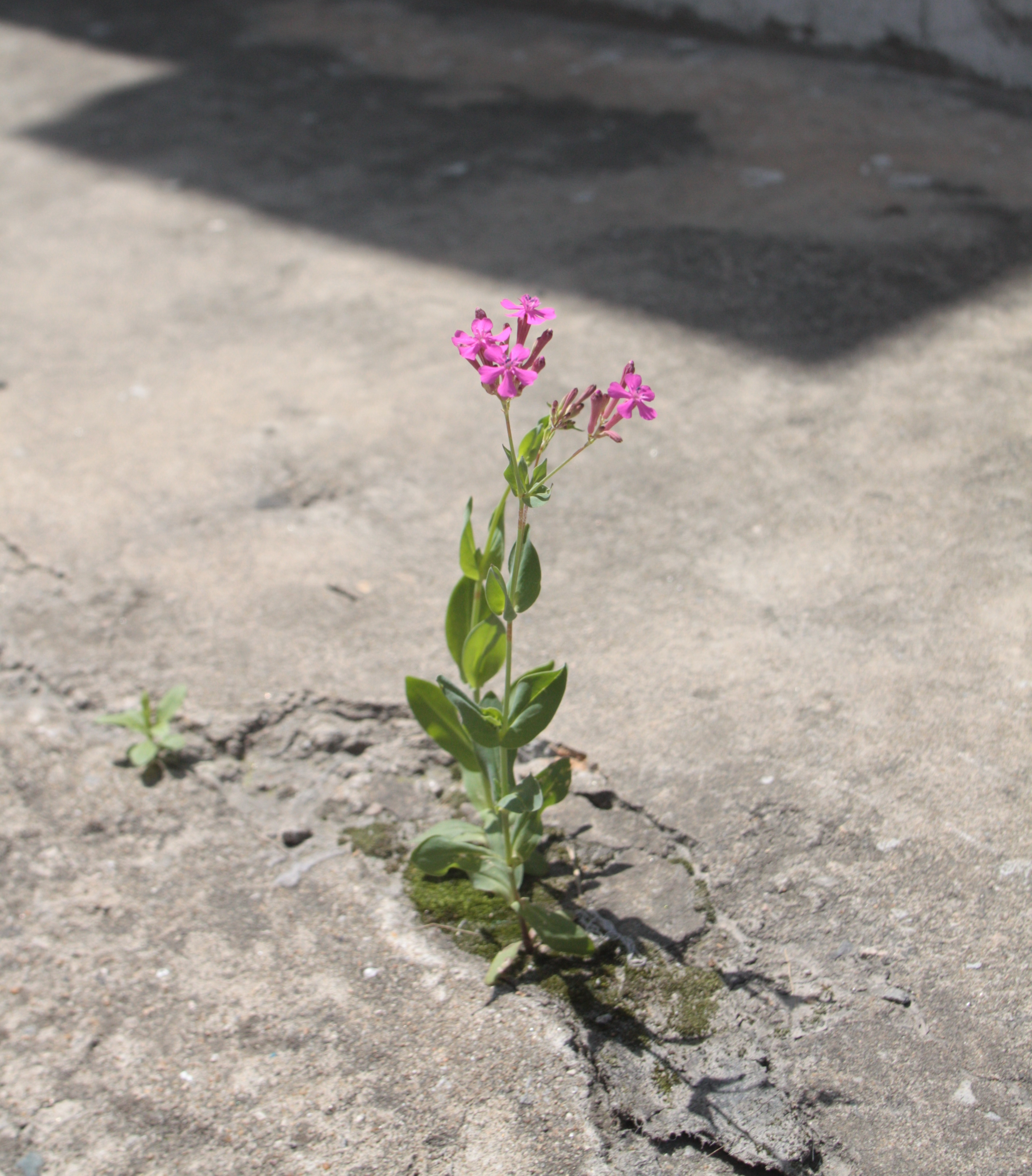
콘크리트 보도 틈에 뿌리를 내리고 꽃 핀 모습

## 참고 문헌
- 이 문서에는 다음커뮤니케이션(현 카카오)에서 GFDL 또는 CC-SA 라이선스로 배포한 글로벌 세계대백과사전의 내용을 기초로 작성된 글이 포함되어 있습니다.